# Митрофан Анхиалски
Митрофан (на гръцки: Μητροφάνης) е гръцки духовник, митрополит на Вселенската патриаршия от средата на XVII век.

## Биография
Споменат е като епископ на Агатополската епархия през ноември 1620 година. През юли 1628 година е преместен като митрополит на Анхиалската епархия. По време на управлението му в Анхиало е решен дългогодишен спор с Преславската епископия и селата Чалъ кавак, Смядово и Кълново са върнати в нейната юрисдикция. Споменат е за последно като митрополит в Анхиало на7 юли 1639 година.